# Pagani Automobili
Pagani Automobili S.p.A. é uma fabricante italiana de modelos de alta performance (hypercars). Feitos em sua grande parte com a fibra de carbono da mais alta qualidade sendo até utilizada pela Lamborghini em seus próprios modelos.
Foi fundada pelo argentino naturalizado italiano, Horacio Pagani em 1992 em Modena.

## História
Fundado por Horacio Pagani em 1992, o primeiro modelo da marca, o Zonda C12 demorou 7 anos pra ser feito, e então em 1999 no salão de Genebra, foi apresentado o primeiro Pagani da história ao publico , o carro era feito de fibra de carbono e alumínio. Na primeira geração o Zonda produzia 394 CV a partir de um motor 6.0 litros V12 desenvolvido pela AMG (divisão de performance ) da Mercedes-Benz. 
No total, apenas cinco exemplares do Zonda C12 foram fabricados. Com as evoluções do modelo, no total foram fabricadas menos de 150 unidades do modelo, em diferentes versões do superesportivo. Cuja produção se manteve até 2011.
O Pagani Zonda foi substituído pelo Pagani Huayra, na qual sua produção continua até os dias de hoje. Em 2022, foi apresentado o novo modelo da Pagani, o Utopia, limitado até 99 unidades do exemplar. Equipado com o Motor de 860 CV da Mercedes-AMG, com velocidade máxima de 380 Km/h.

## O primeiro modelo

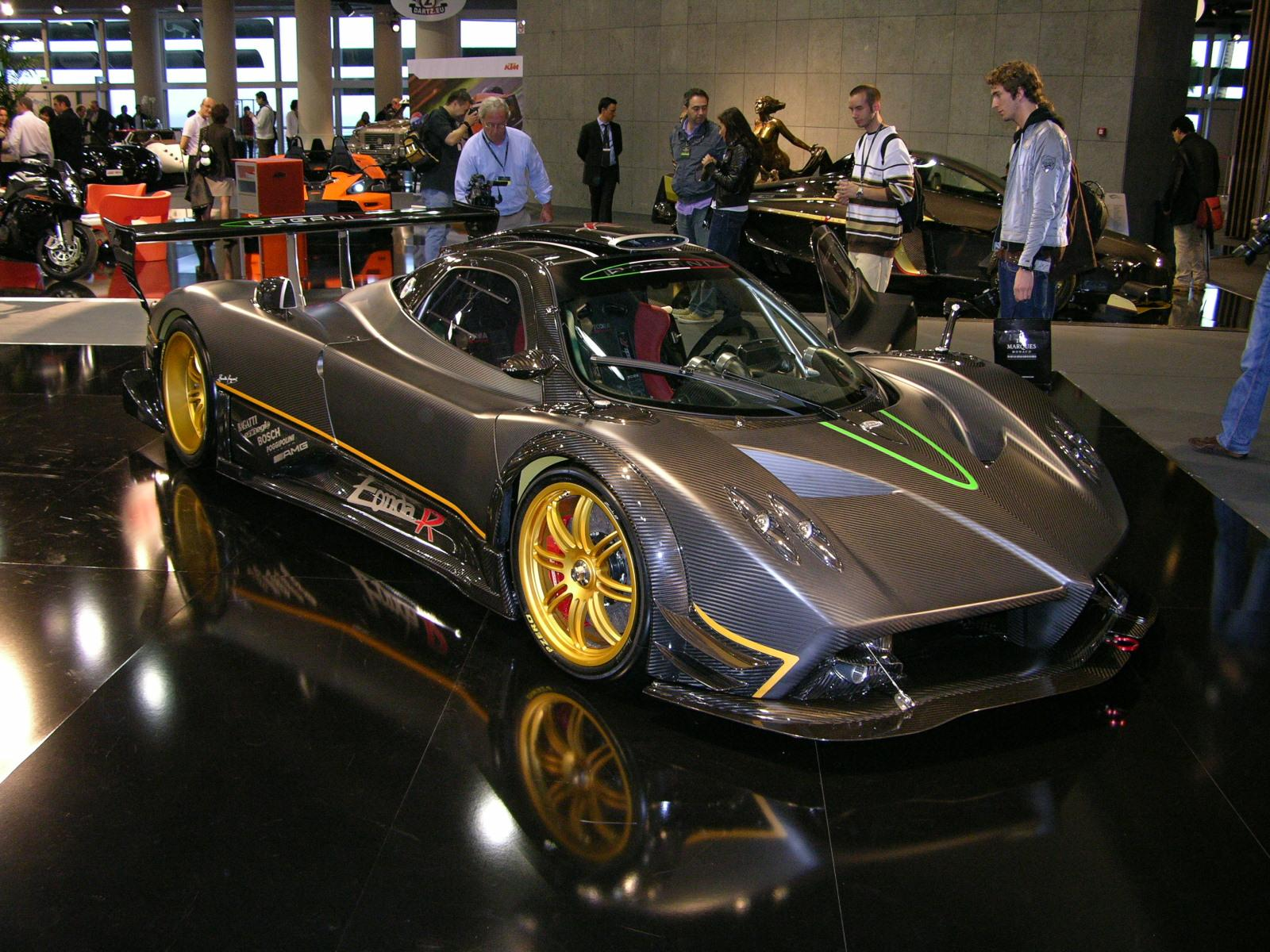
Pagani Zonda R, uma curiosidade desse modelo em específico, é que ele foi banido de diversos autódromos por ser muito barulhento, o ronco de seu motor é capaz de deixar uma pessoa surda até quebrar vidros em um raio de 6m de distância.

- Zonda
  - Zonda C12 S
  - Zonda S
  - Zonda roadster
  - Zonda F
  - Zonda F Roadster
  - Zonda Cinque
  - Zonda Cinque Roadster
  - Zonda R
  - Zonda revolución
  - Zonda Revo Barchetta
  - Zonda HP Barchetta